# Thymus collinus
Thymus collinus — вид рослин родини глухокропивові (Lamiaceae), ендемік Кавказу (Росія, Грузія, Вірменія, Азербайджан).

## Опис
Стебла розгалужені, запушені. Листки черешкові, від яйцюватих до широко ланцетних, 6–11 мм, залозисті, субоголені. Суцвіття витягнуті; квіти 6–7 мм завдовжки.

## Поширення
Ендемік Кавказу (Росія, Грузія, Вірменія, Азербайджан).